# Xã Mount Forest, Michigan
Xã Mount Forest (tiếng Anh: Mount Forest Township) là một xã thuộc quận Bay, tiểu bang Michigan, Hoa Kỳ. Năm 2010, dân số của xã này là 1.392 người.